# Антофагаста-де-ла-Сьєрра (вулкан)
Антофагаста-де-ла-Сьєрра — група шлакових конусів, розташованих на однойменному  вулканічному полі. Найвищий конус височить на 4000 м. Знаходиться в провінції Катамарка, Аргентина. Складені переважно базальтами, андезитами і застиглими лавами. Аналіз застиглих лав показав, що вулканічна діяльність в даному районі була кілька тисяч років тому. Дана група шлакових конусів виникла в  сучасний період.
В районі вулканічного поля розташовувалося поселення і фортеця  інків. Вулканічні породи місцевого базальту вони використовували для своїх будівель.

## Ресурси Інтернету
- Вулкан Антофагаста-де-ла-Сьєрра. Global Volcanism Program. Смітсонівський інститут. (англ.)
- Volcano Live — John Search [Архівовано 4 березня 2016 у Wayback Machine.]
- Vulcanism.ru

## Виноски
1. ↑  Peakbagger.com